# Nesko Milovanovic
1. REDIRECT Neško Milovanović